# Туранґа Ліла
Тура́нґа Лі́ла (англ. Turanga Leela; частіше просто Ліла) — основний жіночий персонаж мультиплікаційного серіалу «Футурама». Це рішуча, струнка, приваблива дівчина-циклоп, капітан і пілот космічного корабля кур'єрської фірми «Міжпланетний експрес». Вона — об'єкт постійних любовних прагнень головного героя серіалу — Фрая. На руці весь час носить пов'язку зі вбудованим мікрокомп'ютером.

## Походження імені
«Ліла» вважається іменем героїні, а «Туранґа» — прізвищем. Персонаж був названий на честь найвідомішого оркестрового твору французького композитора Олів'є Месіана — «Турангаліла-симфонія». Сама назва «Туранґаліла», санскритського походження, її можна перекласти як «пісня кохання». Крім того слово lila в іспанській, німецькій, угорській, фінській, шведській та деяких слов'янських мовах означає фіолетовий колір, отже ім'я, ймовірно, пов'язане з кольором волосся героїні.

## Біографія
Ліла народилася серед генетичних мутантів у підземних комунікаціях Нового Нью-Йорка. При народженні Ліла виявилася «найменш мутованим мутантом з усіх» — єдиною відмінністю від нормальних людей була циклопія. Батьки тайкома підкинули її до Коржопільского сиротонаріуму, щоби врятувати від жалюгідної долі мутантів. Мати Ліли прикріпила до кошика, в якому лежало немовля, записку інопланетянською мовою («Твої батьки люблять тебе»), через що Лілу було визнано інопланетянкою. Батьки стежили за кожним кроком своєї дитини протягом всього її життя, інколи непомітно втручаючись (рятуючи її від падіння зі східців, залишаючи анонімний подарунок на день народження тощо). Про те, що вона сама і її батьки є мутантами, Ліла дізнається у серії «Leela's Homeworld».
У дитинстві Ліла часто зазнавала знущань з боку однолітків через незвичну зовнішність. У підлітковому віці займалася бойовими мистецтвами і досягла чималих успіхів, попри іронічне ставлення свого вчителя, який стверджував, що їй (як жінці) бракує «духу воїна». Ставши дорослою Ліла перетворилася на дуже привабливу жінку в усьому, за винятком одноокості, що, вочевидь, стає на заваді її стосункам з протилежною статтю. Після того як Фрай переконав її покинути першу роботу (службовця у справах кар'єрних чіпів), Ліла стала капітаном космічного корабля компанії «Міжпланетний експрес». Вона дуже сильна фізично.
Через одноокість Лілі бракує стереоскопічного зору — отже вона має труднощі зі сприйняттям глибини. Це, втім, не заважає їй пілотувати корабель «Міжпланетного експресу».
Лілі також притаманна надмірна цікавість і допитливість, проте найчастіше ця особливість її вдачі обертається на користь і неодноразово рятує іншим (зокрема Фраю) життя.
Ліла тримає химерного хатнього улюбленця на прізвисько Жуйка, знайденого на планеті Верґон 6 у серії «Love's Labours Lost in Space».
У серії «Kif Gets Knocked Up a Notch» Ліла випадково стає донором ДНК і біологічним «батьком» дітей Кіфа Кумкала.